# Jérôme Dreyfuss
Jérôme Dreyfuss, né en 1974 à Nancy, est un créateur de mode et d'accessoire français. À travers sa marque du même nom créée en 2002, il commercialise des lignes de sacs, petites maroquineries et chaussures pour femme et homme. 

## Biographie
Jérôme Dreyfuss emménage à Paris à l’âge de dix-sept ans pour étudier la mode, et quelques mois plus tard, intègre l’équipe de John Galliano en tant qu'assistant. Durant deux ans, il développe son savoir-faire[réf. nécessaire] avant de rejoindre l’équipe de Elite Model Management à Paris.
En 1998, après un bref passage par BCBG Max Azria Group pour la marque Hervé Léger, il lance sa première collection de prêt à porter féminin qu’il nomme « Couture à Porter ». Il est qualifié dans la presse d'« Enfant terrible de la Mode ». La même année, il gagne le prix de l'ANDAM et crée pour Michael Jackson des costumes pour son album Invincible. Il reçoit un titre de « Créateur de l'année » en 1999.

### Vie privée
Il est marié à la créatrice de mode Isabel Marant avec qui il a un fils, né en 2003.

## Histoire de la marque
En 2002, il lance sa première ligne d'accessoires « Roots de Luxe ».
Monsieur Dreyfuss, la ligne pour homme est créée en 2012. Les chaussures sont lancées en 2013. La première sneaker unisexe Jérôme Dreyfuss est lancée en 2014.

### Management
De 2004 à 2019, l'entreprise est présidée par Rachel Chicheportiche.
Depuis 2019, c'est Jérôme Dreyfuss qui en exerce la présidence.

### Principaux points de vente

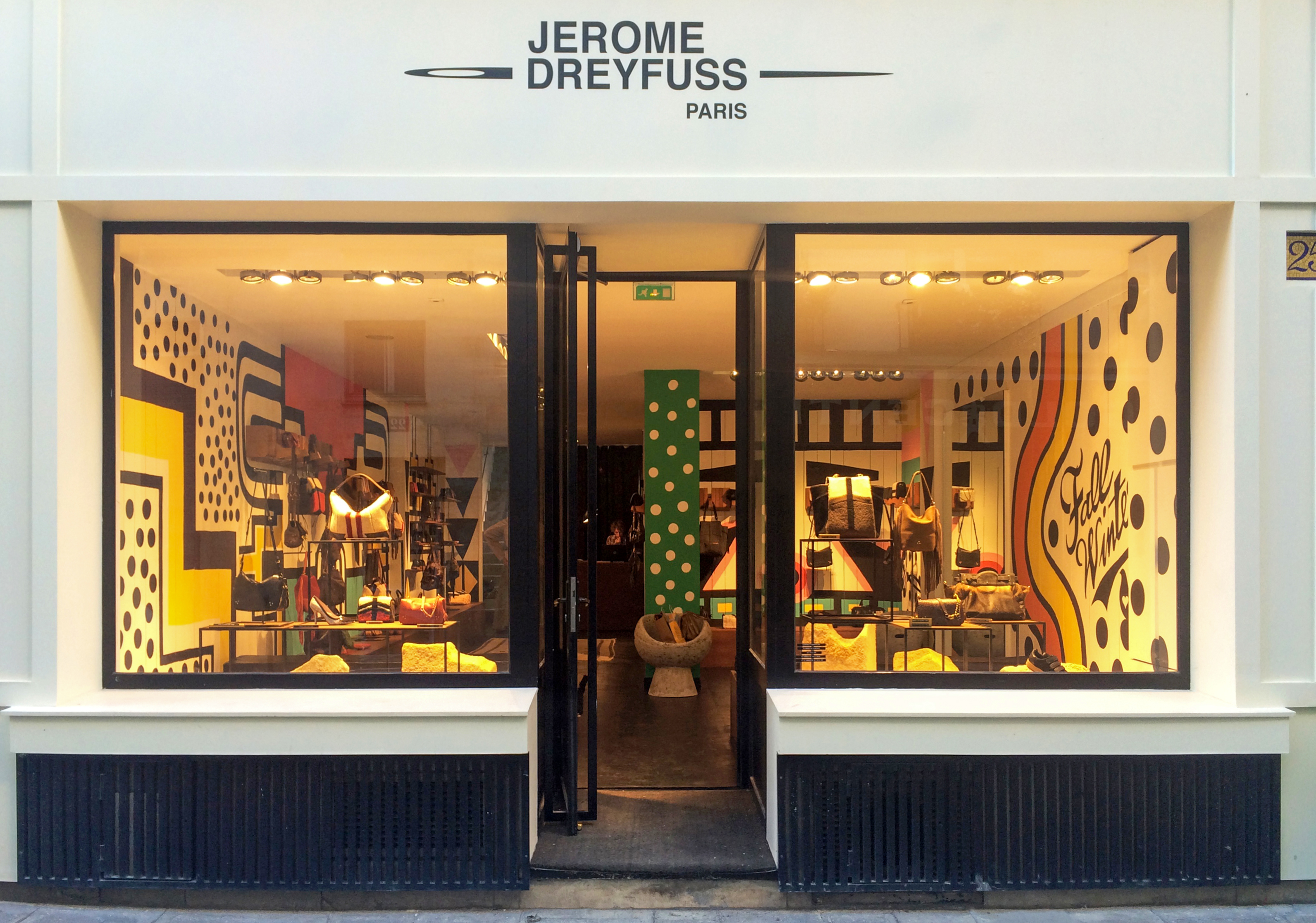
Boutique Jérôme Dreyfuss rue de Saintonge à Paris.

Jérôme Dreyfuss ouvre sa première boutique à Paris en 2008 à Saint Germain-des-Prés. 
Aujourd'hui la marque compte 300 points de vente rue de Saintonge, puis traverse la Manche en fin d'année pour le quartier de Mayfair à Londres.